# Abacistis
Abacistis là một chi bướm đêm thuộc họ Yponomeutidae.

## Loài
- Abacistis hexanoma - Meyrick, 1913
- Abacistis teligera - Meyrick, 1914